# Periphyseos
Los escritos perí phýseos (Περί Φύσεως “sobre la naturaleza”) son una serie de obras didácticas de la antigüedad clásica que versan acerca de los fenómenos naturales, su descripción y la discusión de la causas de los mismos, aunque hay quien piensa (Livio Rossetti, por ejemplo) que esa especialización vino solo después a partir de Aristóteles y los atomistas del siglo I a. C., entre ellos poetas como Lucrecio, o incluso ensayistas de época imperial como Séneca, mientras que al principio, con filósofos presocráticos como Anaximandro, Parménides o Anaxágoras, tenía más bien un carácter más bien enciclopédico o de summa.